# Palæstinensiske flygtninge
Palæstinensiske flygtninge er hovedsageligt arabere, som flygtede eller blev drevet på flugt i det britiske mandat-område under Den Arabisk-Israelske krig 1948. Betegnelsen opstod under den første Palæstinensiske Exodus (Arabisk: النكبة, Nakba, "Katastrofen"), begyndelsen til den Arabisk-Israelske konflikt . UNRWA, FN's Nødhjælps- og Arbejdsagentur for palæstinensiske Flygtninge i Mellemøsten, definerer palæstinensiske flygtninge som:
"Personer, hvis normale opholdssted var i Palæstina mellem juni 1946 og maj 1948, og som mistede deres hjem og mulighed for forsørgelse som følge af Den Arabisk-Israelske krig 1948."